# Adolf Dobrianski
Adolf Iwanowicz Dobrianski (ur. 19 grudnia 1817  – zm. 19 marca 1901 w Innsbrucku) – rusiński działacz społeczny i kulturalny, namiestnik (żupan) autonomicznego Ruskiego Kraju w Królestwie Węgier, prawnik.

## Życiorys
Od 1840 był urzędnikiem w Peszcie. Przywódca ruchu Rusinów w latach 1848-1849, uczestniczył w Zjeździe Słowiańskim w Pradze, był również członkiem Głównej Rady Ruskiej, wywalczył autonomię dla utworzonego z 4 komitatów Ruskiego Kraju. W 1875 został zmuszony do emigracji, wyjechał do Petersburga, w 1881 powrócił do Lwowa, gdzie wytoczono mu w 1882 proces o zdradę kraju (afera Hniliczek). Został uniewinniony, jednak do końca życia przebywał w Wiedniu i Innsbrucku. Pochowany jest we wsi Čertižné na północ od Medzilaborców na Słowacji.

## Literatura
- Енциклопедія українознавства, Lwów 1993, t. 2, s. 554-555